# فيزليه
 فيزليه ، (بالإنجليزية: Vézelay)‏، بلدية فرنسية تقع في إقليم يون في منطقة بورغوني-فرانش كومته، في المنطقة الشمالية الوسطى الفرنسية. إنها تشتهر بدير فيزليه. تعتبر المدينة، وكنيسة القديس ماغدالين الرومانية من القرن الحادي عشر من مواقع اليونسكو للتراث العالمي.

## أعلام
- رومان رولان
- جولز روي
- جورج باطاي